# Tuči nad Borskom
Tuči nad Borskom (Тучи над Борском) è un film del 1960 diretto da Vasilij Sergeevič Ordynskij.